# Pasilobus antongilensis
Pasilobus antongilensis là một loài nhện trong họ Araneidae.
Loài này thuộc chi Pasilobus. Pasilobus antongilensis được M. Emerit miêu tả năm 2000.